# 亨利·胡鲁鲁·皮特曼
蒂莫西·亨利·胡鲁鲁·皮特曼（英語：Timothy Henry Hoʻolulu Pitman，1845年3月18日—1863年2月27日）是夏威夷族美国联邦军士兵。夏威夷王国在19世纪尚属独立国家，据确切记载，有上百名夏威夷原住民或在该国出生的公民投身南北战争，这些人统称“南北战争夏威夷之子”，皮特曼便是其一。
皮特曼在夏威夷王国希洛出生并长大，母亲基诺利奥丽丽哈是夏威夷贵族，父亲本杰明·皮特曼是来自马萨诸塞州的美国移民先驱，亨利是家中长子。本杰明经营的捕鲸生意和糖类与咖啡作物种植园都很成功，基诺利奥丽丽哈的家族与夏威夷皇室关系密切，皮特曼一家声名显赫，是夏威夷島和檀香山的地主。像其他夏威夷混血儿童一样，亨利和姐姐玛丽都在希洛的教会学校求学。1855年母亲去世后，父亲再娶传教士的寡妇，皮特曼家族又加入夏威夷的美国传教士社区。然而，第二任夫人也在不久后去世，父亲决定离开夏威夷，带着家人于1861年返回马萨诸塞州。一家人在波士顿罗克斯伯里定居，亨利进入当地公立学校继续学业。
1862年8月，皮特曼瞒着父亲擅自退学并投身南北战争。拥有夏威夷原住民血统的军人基本上都会因肤色较深分配到有色人种部队，但皮特曼却被安排到白人部队马萨诸塞州第22志愿步兵团。身为二等兵，他投身第二次馬納沙斯之役和馬里蘭會戰的安提坦战役，还与所在连的二等兵罗伯特·卡特结为好友，卡特后来出书立传，其中就有在第22团服役期间结识皮特曼的经历。数十年后，卡特将过去写下的旧书信汇编成书，其中详细记述皮特曼的结局。皮特曼在前往弗雷德里克斯堡途中与部队失联，后被邦联游击队俘虏。他被关进里士满条件恶劣的利比监狱，后患上“肺热”，虽经交换战俘获假释，但还是在1863年2月27日病逝，年仅17岁。现代历史学家普遍认为，亨利·胡鲁鲁·皮特曼是唯一确知在美国内战期间死亡的夏威夷或太平洋島原住民战俘。
内战结束后，包括皮特曼在内众多夏威夷军人的贡献很大程度上已被遗忘，但在他们后代和少数历史学家共同努力下，夏威夷王国和美国这段特殊历史时期的人物和故事引起学界兴趣。2010年，檀香山太平洋国家纪念公墓的纪念通道旁为南北战争夏威夷之子立起青铜牌匾。

## 早年经历和家族

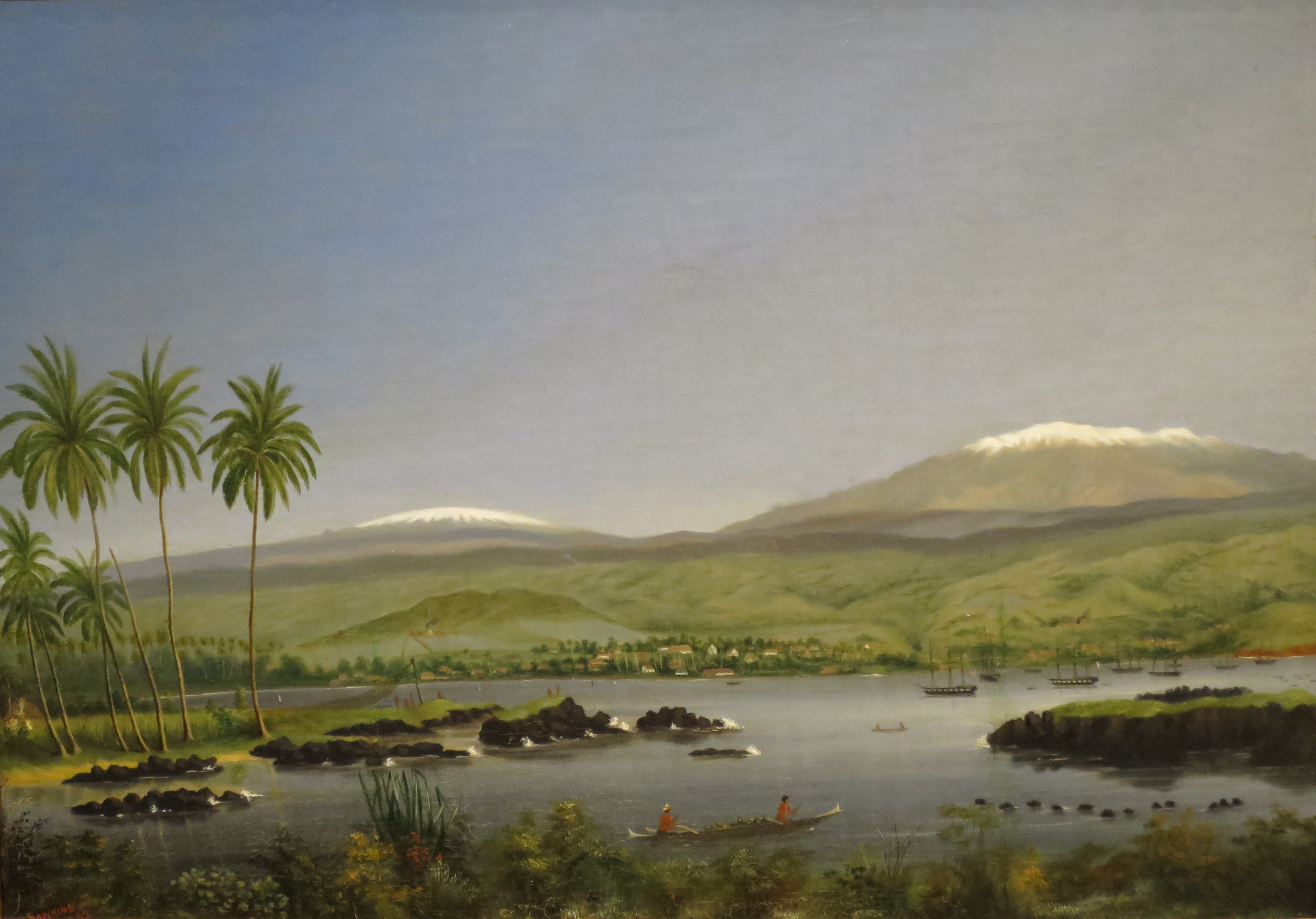
詹姆斯·盖伊·索金斯1852年的油画《希洛湾》

蒂莫西·亨利·胡鲁鲁·皮特曼于1845年3月18日生于夏威夷王国希洛，是父亲本杰明·皮特曼和母亲基诺利奥丽丽哈第二个孩子，也是家中长子。本杰明生于马萨诸塞州塞勒姆，是夏威夷王国的美国移民先驱，在夏威夷島经营糖类和咖啡作物种植园，并因19世纪初该国捕鲸业的蓬勃发展发迹。亨利的太公叫约书亚·皮特曼（1755至1822年），是美國獨立戰爭期间大陆海军富兰克林号双桅纵帆船上的英裔美国木匠，由艾伦·哈雷特上校统领。亨利的母亲是夏威夷贵族，是卡美艾莫库的后代。卡美艾莫库和卡玛纳瓦是皇室双胞胎，两人都是 卡美哈梅哈一世统一夏威夷群島的重要智囊。基诺利奥丽丽哈还是美国或英国早期海军上校哈罗德·考克斯的后人，考克斯曾同意毛伊岛总督基奥莫古二世借用姓氏，更名乔治·“考克斯”·卡合基利·基奥莫古二世。亨利的夏威夷语名源自外公胡鲁鲁，他曾与哥哥霍皮利一起协助将卡美哈梅哈一世国王的遗骸藏在秘密地点。“胡鲁鲁”在夏威夷语中意为“躺在受到庇护的水域”。亨利的姐姐是玛丽·皮特曼·艾劳（1838至1905年），弟弟叫本杰明·富兰克林·基奥拉卡拉尼·皮特曼（1852至1918年），还有同父异母的妹妹玛丽亚·基诺尔·皮特曼·莫雷（1858至1892年）。
父亲经商非常成功，母亲又是皇室后裔，皮特曼家族声名显赫，皇室家族到访希洛时就由他们招待。本杰明不但是当地颇具地位的商人，还是希洛的地方法官。基诺利奥丽丽哈从亨利的外公那里继承希洛和檀香山的大片土地，卡美哈梅哈三世国王还在她结婚后把希洛许多土地赐给她。亨利年幼时，一家人住在本杰明1840在尼奥波拉建成的毫宅，当地是古代夏威夷皇室非常喜欢的度假胜地。本杰明后来把毫宅卖给生意伙伴托马斯·斯宾塞上尉，房子因此得名“斯宾塞大宅”。1888年，这里改建成希洛酒店，后在1956年拆除。皮特曼一家于20世纪50年代移居首都檀香山，本杰明又进入银行业，并在阿拉基街和贝雷塔尼亚街拐角处建起两层的漂亮大宅，起名“怀厄莱阿莱”（夏威夷语，意为“水波荡漾”）。

## 教育

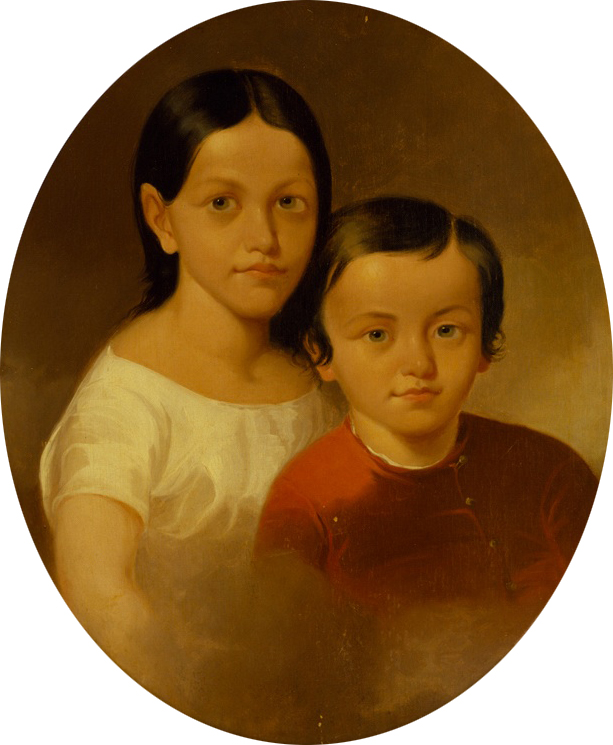
约翰·米克斯·斯坦利1849年的肖像画，上面是亨利和姐姐玛丽

亨利和姐姐玛丽在韦特莫尔夫人开办的希洛儿童学校学习，就在韦特莫尔家族位于教堂街的家里。露西·谢尔登·泰勒·韦特莫尔用英语授课，她的丈夫查尔斯·欣克利·韦特莫尔是美国传教士医生兼政府医师，于1848年跟随美国公理会差会来到夏威夷。夏威夷语是夏威夷王国的官方语言，希洛其他学校都是用夏威夷语教学，仅韦特莫尔家中例外。韦特莫尔夫人教导阅读、写作、拼写、算术和唱歌，还在课程中要求学员坚决遵守新教信仰。来此求学的大部分学童与皮特曼姐弟一样是夏威夷混血，其中又以夏威夷華人占多数。
基诺利奥丽丽哈在1855年撒手人寰，本杰明续弦再娶美国传教士亨利·金尼牧师的遗孀玛丽亚·路易莎·沃尔斯沃思·金尼。金尼夫妇也是1848年随美国公理会差会来到夏威夷，皮特曼家族至此又与美国传教士社区联系起来。亨利和姐弟成为传教士子弟口中的“老表”，被当成夏威夷传教士大家庭的一分子。然而，玛丽亚·路易莎在1858年为家中再添一女玛丽亚·基诺尔·皮特曼后去世。本杰明此后决定离开夏威夷，为四个孩子带来新妈妈玛莎·鲍尔后，他于1861年将全家带到马萨诸塞州。据简·富兰克林的侄女、旅行家索菲亚·克拉克罗夫特的信件记载，皮特曼一家于1861年6月25日登上前往旧金山的“慧星号”客轮，克拉克罗夫特和富兰克林夫人都在同一天登船。信中还称，本杰明身边是“带着婴儿（查尔斯·布鲁克·皮特曼）的第三任夫人”。
数年后与亨利在同一连队服役的二等兵罗伯特·卡特于1887年出版传记，据书中记载，母亲去世后，父亲和继母都不重视亨利，这种忽视令天生敏感的亨利难以忍受。皮特曼一家起初定居波士顿罗克斯伯里，亨利在当地公立学校继续学业。不过，亨利离开夏威夷的时间应该比其他家人早。1860年美国人口普查时，亨利就住在老师所罗门·亚当斯家里，并且很可能是在波士顿牛顿上学。
据称，皮特曼进入青春期后长得和亲生母亲非常像。从入伍记录来看，他皮肤黝黑、眼睛是淡褐色，黑发，身高一米七三。卡特在1897年首度出版的战时信件中简单介绍皮特曼的形象，称：
他体型瘦长，身材笔直如箭，脸是完美的椭圆形，头发像乌鸦翅膀一样黑，眼睛很大，呈现融化般的奇特黑色，似乎看到有人身陷困境而感到怜悯。他的皮肤显然是深橄榄色，接近黝黑，如果不是因为知道他的名字很平常，就叫“亨利·的话，再加上那高高的颧骨，我们应该会认为他来自别的国家。那时我们还很年轻，而且非常热情，以致根本不会去考虑身边同志的相貌。若非如此，他身上那种出身名门的精致感，以及看起来比较小的手脚一定会让我们想到更多。回望过去，我们仿佛还能看到那害羞内向的男孩，他那黑而忧郁的双眼，忧伤的微笑，以及嘴唇敏感的抽动。

## 南北战争
南北战争爆发后，夏威夷王国卡美哈梅哈四世国王于1861年8月26日宣布中立。但是，许多夏威夷原住民和夏威夷出生的美国公民（以美国传教士后裔为主）自行前往美国本土参战，有些就在夏威夷群岛加入分属不同州的联邦或邦联军队。从1812年战争开始，历史上多次美国战事都有夏威夷原住民的身影，内战也不例外且人数更多夏威夷王国的传教士大部分来自新英格兰，该国不少人靠新英格兰捕鲸业安身立命，还有很多人反对奴隶制，所以大部分国民支持联邦。

### 入伍服役

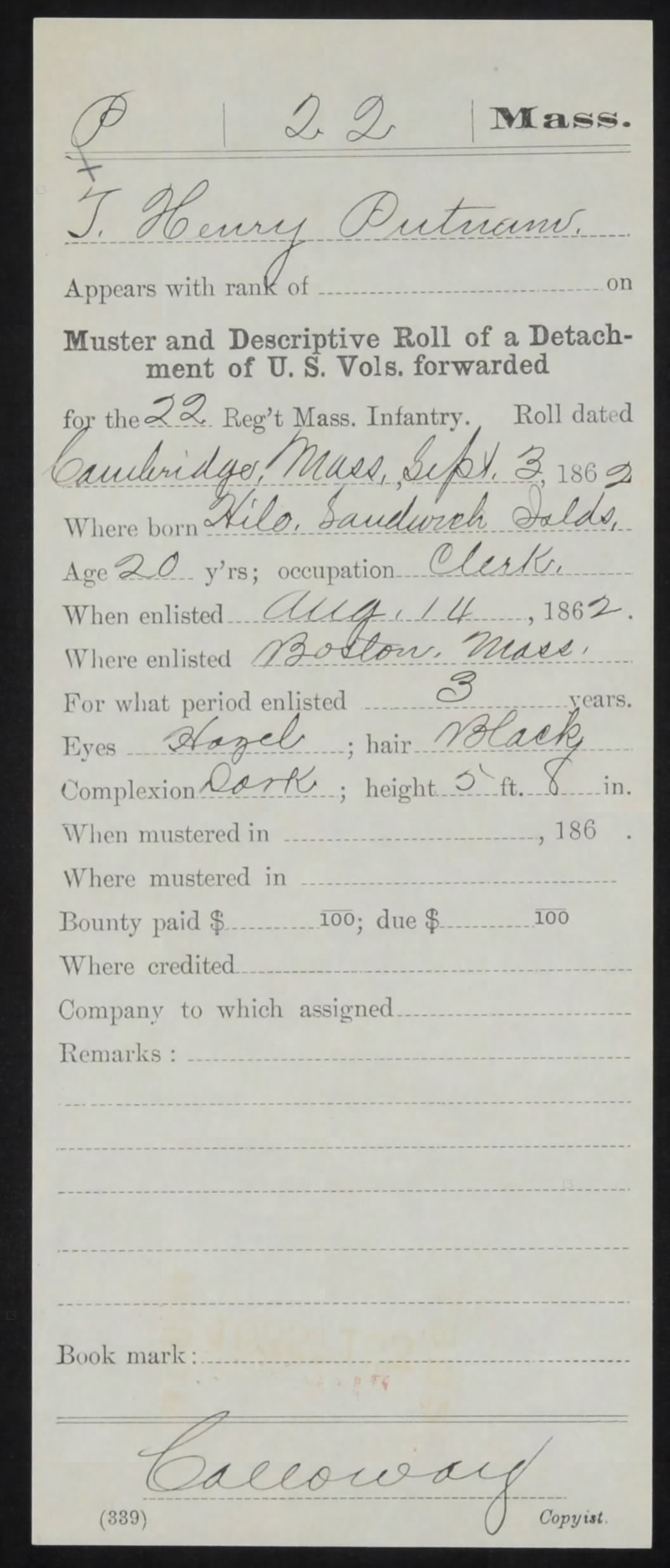
亨利·皮特曼的入伍登记卡

1862年8月14日，皮特曼瞒着父亲擅自退学并自愿加入联邦军投身南北战争。显然他根本没有把参军打算提前告知家人，因为传回夏威夷美国传教士社区的消息是：“亨利·皮特曼离家出走（打战）去啦”。据卡特记载，皮特曼入伍主要有以下几个原因：“战争的喧嚣，激动而振奋的气氛，狂热的群众，激励人心的鼓声，这一切激起他心中的天性，令他下令决心”。
皮特曼是夏威夷原住民和高加索人混血，夏威夷语称为“哈帕”，意为混血。他的父亲是白人，母亲是夏威夷原住民，外婆还是考克斯上校和夏威夷贵族的女儿，所以母亲也有四分之一的高加索人血统。拥有夏威夷原住民血统的军人基本上都会因肤色较深分配到有色人种部队，但皮特曼的皮肤略显白暂，所以被分到白人部队马萨诸塞州第22志愿步兵团，这也说明部队并不只是根据种族分配兵源，更注重实际肤色。历史学家鲍勃·戴和詹姆斯·L·海利等人声称，身为夏威夷原住民混血的皮特曼被分配到有色人种部队，但军队文献记录不支持他们的论断。
皮特曼是第22团连的二等兵，联邦参议员亨利·威尔逊上校曾于1861年担任团长，所以该团又称“亨利·威尔逊的团”。皮特曼服役期间，第22团由威廉·蒂尔顿负责，属乔治·B·麦克莱伦少将统领的波多马克军团第五军。皮特曼曾随第22团投身第二次馬納沙斯之役，以及馬里蘭會戰的安提坦战役和谢泼兹敦战役，其中安提坦战役是美国历史上最血腥的一天。皮特曼被邦联俘虏时，第22团正赶赴弗雷德里克斯堡。

### 囚禁和谢世

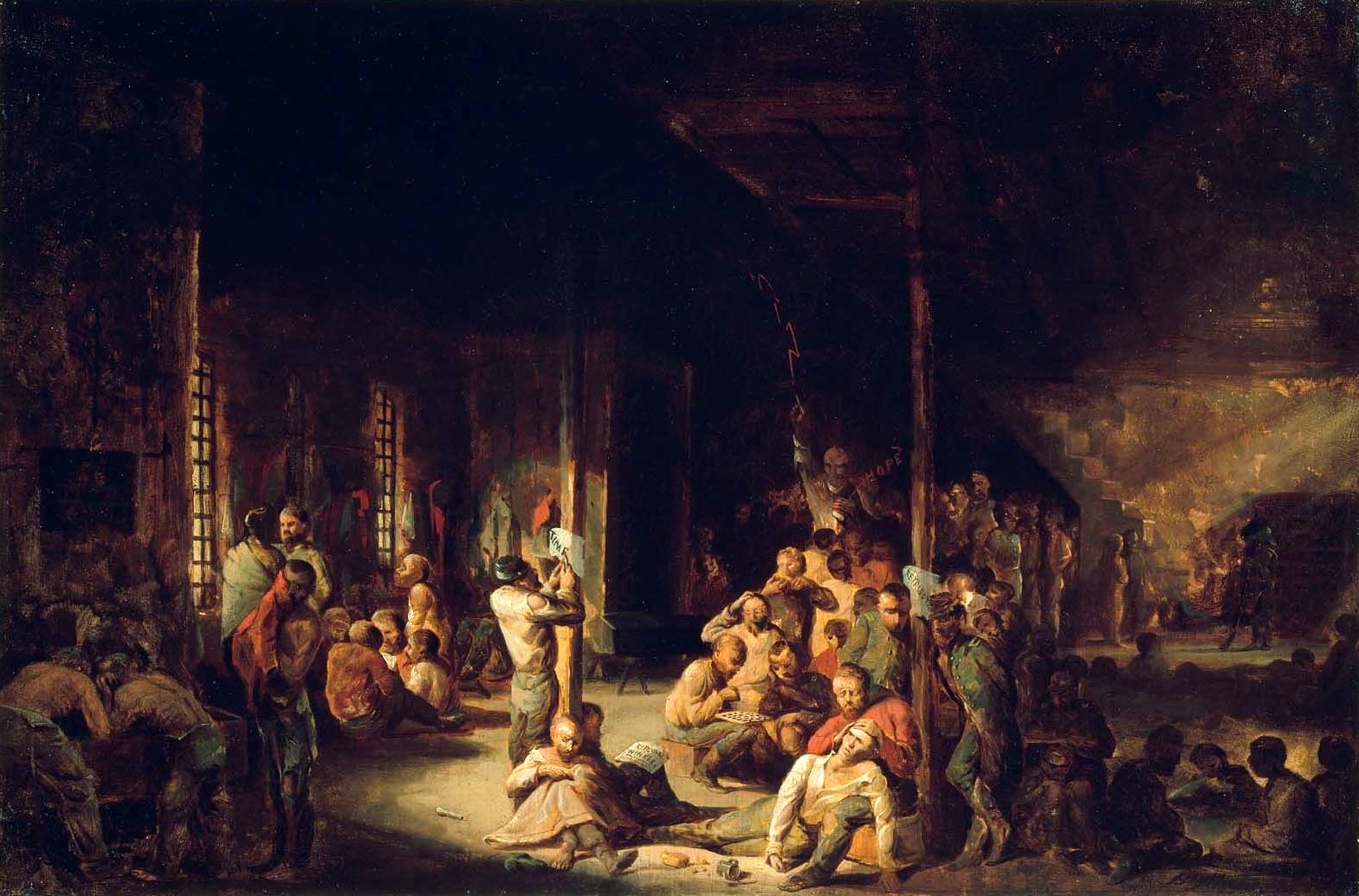
大卫·吉尔摩·布莱斯1863年描绘利比监狱恶劣条件的画作

卡特对皮特曼最终命运的记载最为详细。1862年11月，正朝弗吉尼亚州弗雷德里克斯堡行军的皮特曼在福基尔县沃伦顿附近被俘。此时距弗雷德里克斯堡之役打响还有几个星期，他因购买的靴子鞋跟太高，穿起来太紧致使脚起泡肿胀而掉队。起初他身边还有战友照顾，后来因担心掉队后的纪律处分先走一步。其他人催他快走，但皮特曼坚持不住。战友从他嘴里听到的最后一句话是：“我晚上肯定会赶到营地，再见。”此后他们再也没见过他，但以为他只是迷路。与战友分开后不久，皮特曼遭遇约翰·莫斯比手下的邦联游击队，此时他又累又没武器，所以被俘前没有反抗。不过，皮特曼墓碑上的说法略有不同，声称他是被詹姆斯·尤厄尔·布朗·斯图尔特的骑兵俘虏。
身体虚弱的皮特曼被俘后不得不前往里士满，被关在因环境恶劣臭名昭著的邦联利比监狱和贝尔岛。皮特曼在家书中称，他被关的地方叫“牢”，狱卒“像喂狗一样把脏肉扔过来”。监狱人满为患，食品不足，卫生条件差，而且身体虚弱导致他容易感染严重疾病。卡特的记载指出，监狱恶劣条件逐渐从肉体和精神两方面摧毁皮特曼。1862年12月12日，皮特曼在乔治王子县波因特市经交换战俘获邦联军队假释，被送到安纳波利斯假释营。皮特曼因监狱条件太差患有并发症并感染“肺热”，估计就是现在的肺炎。据卡特记载，患病后的皮特曼“仿佛风中残烛，勉强坚持几星期后静悄悄地离开人世”。1863年2月27日，皮特曼在假释营谢世，此时距他的18岁生日还有几个星期。历史学家安妮塔·曼宁和贾斯汀·万斯指出，皮特曼是唯一确知在美国内战期间死亡的夏威夷或太平洋島原住民战俘。
第22团还以为他只是失踪，直到来年春天听闻葬礼在罗克斯伯里举行才知道皮特曼已经去世，他的遗体被送回马萨诸塞州的家人手上，父亲本杰明把他葬在奥本山公墓的家族墓地，墓碑上写道：
蒂莫西·亨利·皮特曼
1845年3月18日
生于夏威夷希洛
1863年2月27日
死于马里兰州安纳波利斯
享年17岁11月9天

隶属海利上校的马萨诸塞州第22志愿团
曾随军参与
南山之役、安提坦战役
和谢泼兹堡战役。在向弗雷德里克斯堡行军期间
被斯图尔特的骑兵俘虏
关在利比监狱，假释后送到
安纳波利斯的假释营
死于肺炎

## 影响
1917年，皮特曼的弟弟本杰明·基奥拉卡拉尼·皮特曼和弟妹阿尔米拉·霍兰德·皮特曼回到夏威夷，发现某位外甥的孙子起名“在波托马克作战的长官”，纪念早逝的皮特曼。乔治·查尔斯·贝克利上尉之孙乔治·查尔斯·莫奥休·贝克利乃皮特曼表弟，为第二个儿子起名亨利·胡鲁鲁·皮特曼·贝克利来纪念表哥。皮特曼去世后不久，夏威夷传教儿童协会通讯书记员玛莎·安·张伯伦在夏威夷传颂他的故事：
我们的老表亨利·皮特曼是联邦军战士，于2月27日在安纳波利斯假释营死于肺热，是首位在战争中陨落的夏威夷之子。他是为正义而死，遗体葬在马萨诸塞州波士顿附近的奥本山公墓。让我们永远铭记他。

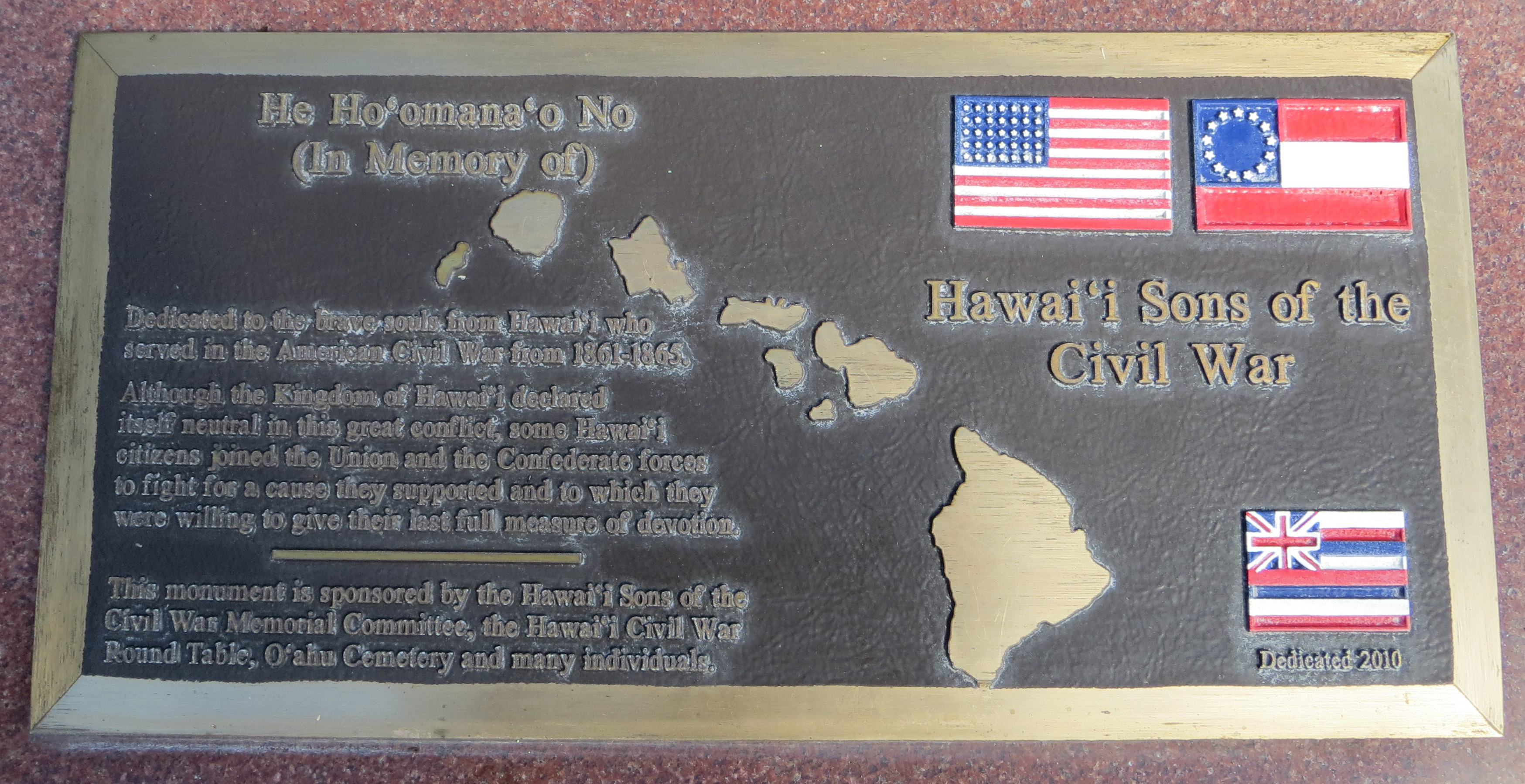
位于檀香山太平洋国家纪念公墓的夏威夷之子纪念牌匾

战争结束后，包括亨利·胡鲁鲁·皮特曼在内众多夏威夷军人的贡献很大程度上已被遗忘，无论是夏威夷历史还是南北战争的集体回忆，都没有他们的身影。近年来，夏威夷居民、历史学家，以及夏威夷战斗人员的后代开始重视这段历史，坚持牢记“我们的夏威夷儿郎”。夏威夷王国和美国这段特殊历史时期的人物和故事引起学界兴趣，南北战争中的夏威夷军人也因此获得重视。2010年8月26日，值夏威夷王国宣布中立周年纪念之际，檀香山太平洋国家纪念公墓的纪念通道旁立起青铜牌匾，纪念文献有载的上百名投身南北战争各方阵营的“南北战争夏威夷之子”，皮特曼的曾侄孙女黛安·基诺尔·奥丽丽哈·皮特曼·斯皮勒出席仪式。对于皮特曼如此年轻就为家人投身南北战争，斯皮勒深表自豪。
2013年，托德·奥克维尔克、纳内特·拿破仑、万斯、曼宁等人开始创作历史纪录片，讲述南北战争中夏威夷军人的故事，如皮特曼、塞缪尔·查普曼·阿姆斯特朗、纳撒尼尔·布莱特·爱默生、詹姆斯·伍德·布什、J·R·基洛哈及许多投身不同阵营，甚至连名字都没有留下来的夏威夷之子。2014年，茂宜島作家韦恩·莫尼兹出版小说《普科科：南北战争中的夏威夷人》，虽然书中情节主要为虚构，但却是根据皮特曼等投身南北战争的夏威夷军人生平创作。2015年是南北战争结束150周年，美国国家公园管理局出版《南北战争中的亚裔和太平洋岛原住民》。书中涉及大量曾参与内战的亚裔和太平洋岛原住民军人，其中包括皮特曼、布什、基洛哈在内夏威夷王国参战人员的部分由历史学家林露德、曼宁、万斯共同完成。

### 脚注
1. 1 2 3 4  Cole 2010.
2. 1 2 3 4 5 6 7 8 9 10 11 12 13 14  Vance & Manning 2015b，第146–149頁.
3. 1 2 3  Grzyb 2016，第127–128頁.
4. 1 2  Montano 1923.
5. 1 2 3 4 5  Pitman Family Marker.
6. 1 2 3  Soldier Details & National Park Service.
7. 1 2  Parker & Carter 1887，第572頁.
8. 1 2  1860 United States Census & Mocavo.
9. 1 2 3 4  Hawaiian Mission Children's Society 1863，第35頁.
10. 1 2 3 4  The Pacific Commercial Advertiser 1863.
11. ↑  Ka Nupepa Kuokoa 1863.
12. 1 2  Kai 1974，第64頁.
13. 1 2 3  Pitman 1931，第149–154頁.
14. 1 2 3  Evening Saturday Gazette 1863.

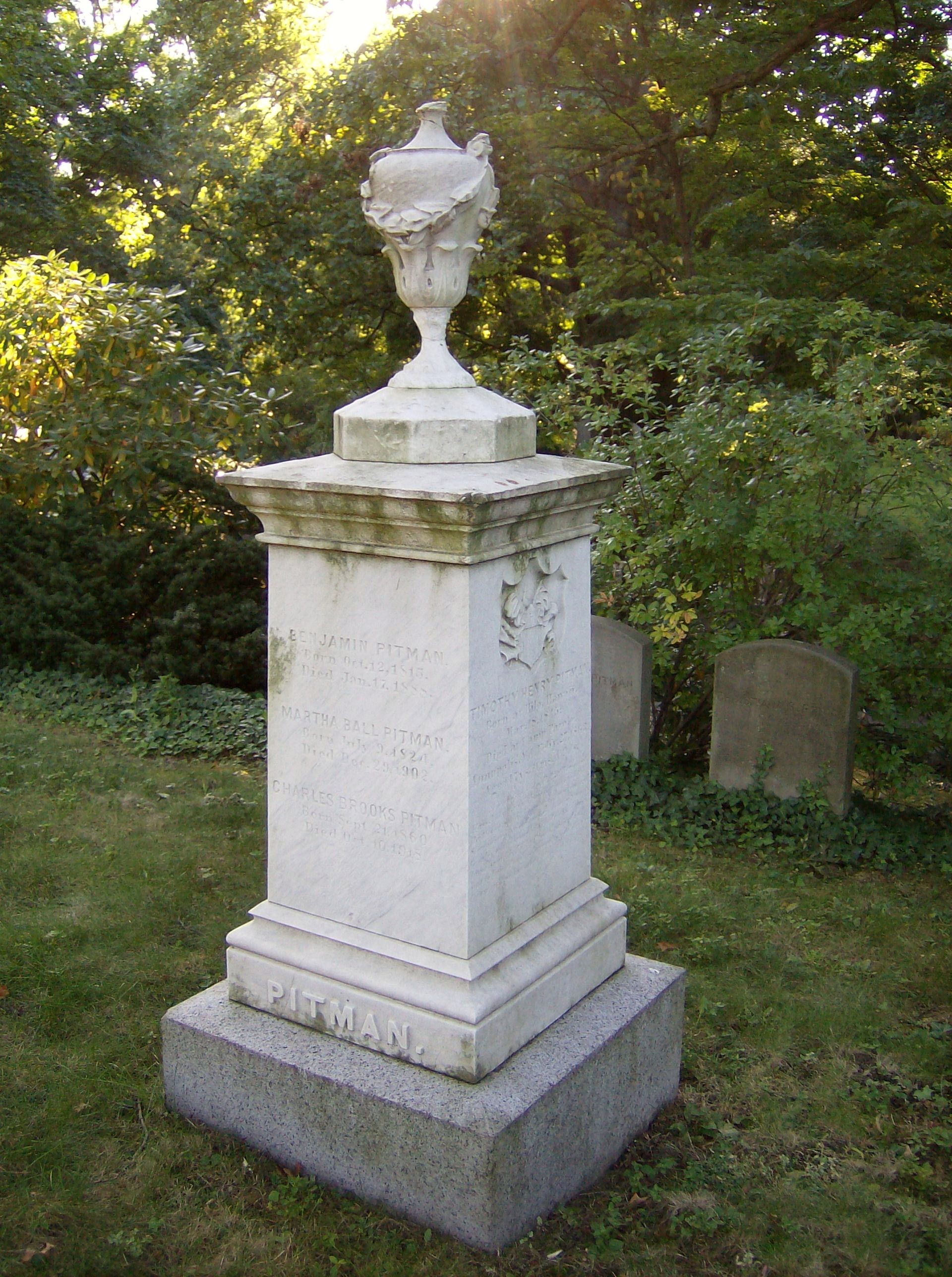
位于奥本山公墓的皮特曼家族墓碑

15. ↑  Merry 2000，第156–163頁.
16. ↑  Kuykendall 1965，第307–310頁.
17. ↑  Daughters of the American Revolution 1938，第274頁.
18. ↑  Massachusetts 1904，第445頁.
19. 1 2  McKinzie 1983，第46–47頁.
20. ↑  Honolulu Star-Bulletin 1917a; Ka Makaainana 1896; Kapiikauinamoku 1956
21. ↑  Kuykendall 1965，第63頁.
22. ↑  Pukui, Elbert & Mookini 1974，第52頁.
23. 1 2  Walworth 1897，第96頁.
24. 1 2  Hilo Tribune 1905.
25. 1 2 3  Pitman 1931，第20頁.
26. ↑  Kanahele 1999，第76頁.
27. ↑  Dye 1997，第77頁.
28. ↑  Vance & Manning 2015a，第134–135頁.
29. 1 2 3 4  Vance & Manning 2012.
30. 1 2 3  Damon 1941.
31. ↑  Daws 1968，第183頁.
32. ↑  O'Connor 1997，第208–213頁; Pierce 1956，第20–30頁; Honolulu Star-Bulletin 1916
33. ↑  Pitman 1931，第74–75頁.
34. 1 2  Kai 1974，第62–64頁.
35. ↑  Merry 2000，第174–175頁.
36. 1 2 3  Manning & Vance 2014，第161–162頁.
37. 1 2  Hawaiian Mission Children's Society 1901，第86, 88頁.
38. ↑  Hawaiian Mission Children's Society 1901，第88頁.
39. ↑  Pitman 1931，第21頁; Merry 2000，第156頁; Wood 2007; Cracroft, Franklin & Queen Emma 1958，第78–79, 172, 332頁
40. ↑  Cracroft, Franklin & Queen Emma 1958，第78–79, 172, 332頁.
41. 1 2 3 4 5  Parker & Carter 1887，第215–216頁.
42. 1 2 3 4 5 6 7 8  Carter 1897，第139–142頁.
43. 1 2 3 4 5 6 7 8  Carter 1913，第139–142頁.
44. 1 2  Enlistment Records for Timothy H. Pitman, Civil War Compiled Service Records & The National Archives and Records Administration.
45. ↑  Carter 1913，第vii, 204–206頁.
46. ↑  Kuykendall 1953，第57–66頁.
47. ↑  Forbes 2001，第298–299頁.
48. ↑  Von Buol 2016.
49. ↑  Schmitt 1998，第171–172頁.
50. ↑  Manning & Vance 2014，第145–170頁.
51. 1 2  Smith 2013.
52. ↑  Okihiro 2015，第88–89頁.
53. ↑  Armstrong 1865.
54. ↑  Dye 1997，第80頁.
55. ↑  Haley 2014，第190頁.
56. ↑  Dye 1994.
57. ↑  Massachusetts 1931，第696頁.
58. 1 2  Parker & Carter 1887，第152–221頁.
59. ↑  Cox 2013，第101–102頁.
60. ↑  Massachusetts 1931，第649–650頁.
61. 1 2  The Hawaiian Gazette 1910.
62. ↑  Pitman 1931，第21頁; Hawaiian Mission Children's Society 1863，第15頁; Oswald 1932，第20頁
63. ↑  Honolulu Star-Bulletin 1917b
64. ↑  McKinzie 1983，第46頁; Daughters of the American Revolution 1910，第291頁
65. ↑  Hawaiian Mission Children's Society 1863，第15頁.
66. ↑  The Friends 1917.
67. 1 2  Vance & Manning 2015c，第161–163頁.
68. ↑  Davis 2014; Punaboy 2015
69. ↑  Schuessler 2012，第66頁
70. ↑  Murray 2013; Sodetani 2013; Ocvirk 2013; Tanaka 2013
71. ↑  Pignataro 2015
72. ↑  Hawaiʻi Pacific University 2015.

### 书目和期刊
- Carter, Robert Goldthwaite. .  4. Rockland, ME: Maine Association. 1897  [2020-07-03]. OCLC 6767472. （原始内容存档于2020-11-15）.
- Carter, Robert Goldthwaite. . Washington, D.C.: Press of Gibson Bros., Inc. 1913  [2020-07-03]. OCLC 3527819.
- Cox, Christopher. . Raleigh, NC: Lulu Publishing. 2013  [2020-05-28]. ISBN 978-1-304-46992-2. OCLC 897834743. （原始内容存档于2021-01-01）.
- Cracroft, Sophia; Franklin, Jane; Queen Emma. Korn, Alfons L. , 编. . Honolulu: University of Hawaii Press. 1958. ISBN 978-0-87022-421-8. OCLC 8989368. hdl:10125/39981.
- Daughters of the American Revolution. . Washington, D.C.: The Society. 1910  [2020-07-03]. OCLC 1565972.
- Daughters of the American Revolution. . Washington, D.C.: The Society. 1938. OCLC 1565972.
- Daws, Gavan. . Honolulu: University of Hawaii Press. 1968. ISBN 978-0-8248-0324-7. OCLC 45815755.
- Dye, Bob. . Honolulu: University of Hawaii Press. 1997  [2020-07-03]. ISBN 978-0-8248-1772-5. OCLC 247424976. （原始内容存档于2020-11-15）.
- Forbes, David W. (编).  3. Honolulu: University of Hawaii Press. 2001  [2020-07-03]. ISBN 978-0-8248-2503-4. OCLC 123279964. （原始内容存档于2020-11-15）.
- Grzyb, Frank L. . Jefferson, NC: McFarland & Company, Inc. 2016  [2020-05-28]. ISBN 978-1-4766-2488-4. OCLC 934885367. （原始内容存档于2021-01-05）.
- Haley, James L. . New York: St. Martin's Press. 2014  [2020-07-03]. ISBN 978-1-4668-5550-2. OCLC 886879619. （原始内容存档于2020-11-15）.
- Hawaiian Mission Children's Society.  11. Honolulu: Hawaiian Mission Children's Society. 1863. OCLC 7859883.
- Hawaiian Mission Children's Society. . Honolulu: The Hawaiian Gazette Co. 1901  [2020-07-03]. OCLC 11796269.
- Kai, Peggy. . The Hawaiian Journal of History (Honolulu: Hawaiian Historical Society). 1974, 8: 39–75. OCLC 60626541. hdl:10524/221.
- Kanahele, George S. . Honolulu: University of Hawaii Press. 1999  [2020-07-03]. ISBN 978-0-8248-2240-8. OCLC 40890919. （原始内容存档于2020-11-15）.
- Kuykendall, Ralph Simpson.  1. Honolulu: University of Hawaii Press. 1965 [1938]  [2020-07-03]. ISBN 0-87022-431-X. OCLC 47008868. （原始内容存档于2019-12-14）.
- Kuykendall, Ralph Simpson.  2. Honolulu: University of Hawaii Press. 1953  [2020-05-28]. ISBN 978-0-87022-432-4. OCLC 47010821. （原始内容存档于2014-12-13）.
- Manning, Anita; Vance, Justin W. . Hawaiian Journal of History (Honolulu: Hawaiian Historical Society). 2014, 47: 145–170. OCLC 60626541. hdl:10524/47259.
- Massachusetts. Office of the Secretary of the Commonwealth. . Boston: Wright and Potter Printing Co., State Printers. 1904  [2020-07-03]. OCLC 1139232. （原始内容存档于2020-11-15）.
- Massachusetts. Adjutant General's Office.  II. Norwood, MA: Printed at the Norwood Press. 1931  [2020-07-03]. OCLC 11485612.
- McKinzie, Edith Kawelohea. Stagner, Ishmael W. , 编.  1. Honolulu: University of Hawaii Press. 1983  [2020-07-03]. ISBN 0-939154-28-5. OCLC 12555087. （原始内容存档于2020-11-15）.
- Merry, Sally Engle. . Princeton: Princeton University Press. 2000  [2020-07-03]. ISBN 0-691-00932-5. OCLC 231845368. （原始内容存档于2020-11-15）.
- O'Connor, Kaori. . The Hawaiian Journal of History (Honolulu: Hawaiian Historical Society). 1997, 31: 208–213. OCLC 60626541. hdl:10524/367.
- Okihiro, Gary. . Oakland: University of California Press. 2015  [2020-05-28]. ISBN 978-0-520-96030-5. OCLC 914255697. （原始内容存档于2021-01-01）.
- Oswald, Olaf. . Paradise of the Pacific. Vol. 45 no. 8 (Honolulu: Press Publishing Co.). 1932-08: 5–8, 20–22. OCLC 6372692.
- Parker, John Lord; Carter, Robert Goldthwaite. . Boston: Regimental Association, Press of Rand Avery Co. 1887  [2020-07-03]. OCLC 472159622.
- Pierce, John. . Paradise of the Pacific. Vol. 68 no. 4 (Honolulu: Press Publishing Co.). 1956-04: 20–30. OCLC 6372692.
- Pitman, Almira Hollander. . Norwood, MA: Priv. print., The Plimpton Press. 1931  [2020-07-03]. OCLC 3703871. （原始内容存档于2016-11-28）.
- Pukui, Mary Kawena; Elbert, Samuel H.; Mookini, Esther T. . Honolulu: University of Hawaii Press. 1974  [2020-07-03]. ISBN 978-0-8248-0524-1. OCLC 1042464. （原始内容存档于2019-11-01）.
- Schmitt, Robert C. . Hawaiian Journal of History (Honolulu: Hawaiian Historical Society). 1998, 32: 171–174. OCLC 60626541. hdl:10524/521.
- Schuessler, Mark. . American Digger (Acworth, GA: Greybird Publishing). 2012-01, 8 (1): 66. OCLC 56026232.
- Shively, Carol A. (编). . . Washington, DC: National Park Service. 2015: 130–163. ISBN 978-1-59091-167-9. OCLC 904731668.
- Vance, Justin; Manning, Anita. . Shively, Carol A.  (编). . Washington, DC: National Park Service. 2015: 132–135. ISBN 978-1-59091-167-9. OCLC 904731668.
- ——; Manning, Anita. . Shively, Carol A.  (编). . Washington, DC: National Park Service. 2015: 146–149. ISBN 978-1-59091-167-9. OCLC 904731668.
- Vance, Justin; Manning, Anita. . Shively, Carol A.  (编). . Washington, DC: National Park Service. 2015: 161–163. ISBN 978-1-59091-167-9. OCLC 904731668.
- Vance, Justin W.; Manning, Anita. . World History Connected (Champaign, IL: University of Illinois). 2012-10, 9 (3)  [2020-05-31]. （原始内容存档于2021-01-01）.
- Walworth, Clarence Augustus. . Albany, NY: Weed-Parsons Printing Co. 1897  [2020-07-03]. OCLC 10910899. （原始内容存档于2020-11-15）.

### 报纸、网页及其他来源
- . Honolulu Star-Bulletin XXIV (7737) (Honolulu: Oahu Publications, Inc.). 1917-01-30: 10  [2020-07-03]. （原始内容存档于2021-02-03）.
- Armstrong, Samuel C. . The Friend 22 (4) (Honolulu: Samuel C. Damon). 1865-04-01: 30  [2016-01-13]. （原始内容 (PDF)存档于2016-01-13）.
- Cole, William. . Honolulu Star-Advertiser (Honolulu: Oahu Publications, Inc.). 2010-05-31  [2020-05-28]. （原始内容存档于2016-02-17）.
- . The Friend LXXV (8) (Honolulu). 1917-08-01: 181  [2016-06-10]. （原始内容存档于2016-06-10）.
- Damon, Ethel M. . The Friend CXI (4) (Honolulu). 1941-04-01: 67  [2016-06-04]. （原始内容存档于2016-06-04）.
- Davis, Chelsea. . Hawaii News Now. 2014-10-26  [2020-05-28]. （原始内容存档于2021-01-01）.
- . The Pacific Commercial Advertiser VII (48) (Honolulu: H. M. Whitney). 1863-05-28: 3  [2020-07-03]. （原始内容存档于2021-02-04）.
- . Evening Saturday Gazette XLIX (11) (Boston: William W. Clapp, Jr). 1863-03-14: 3.
- . Hilo Tribune 10 (16) (Hilo, HI: Hilo Tribune Publishing Company). 1905-02-14: 1  [2020-07-03]. （原始内容存档于2020-10-13）.
- . The Hawaiian Gazette LIII (51) (Honolulu: J. H. Black at the Government Printing Office). 1910-06-28: 3  [2020-07-03]. （原始内容存档于2021-02-04）.
- Dye, Bob. . The Honolulu Advertiser (Honolulu). 1994-07-03: 5  [2020-07-03]. （原始内容存档于2018-07-26） –Newspapers.com.
- Hawaiʻi Pacific University. . HPU News. 2015-07-15  [2020-07-11]. （原始内容存档于2015-07-20）.
- Kapiikauinamoku. . The Honolulu Advertiser (Honolulu). 1956-06-21: 18  [2020-07-03]. （原始内容存档于2018-07-26） –Newspapers.com.
- Montano, Mary Jane Fayerweather. . The Honolulu Advertiser (Honolulu). 1923-12-25: 12–13  [2020-07-03]. （原始内容存档于2018-07-25） –Newspapers.com.
- (PDF). Ka Makaainana VI (5) (Honolulu). 1896-08-03: 2  [2020-07-03]. （原始内容存档 (PDF)于2020-06-27）.
- . Honolulu Star-Bulletin XXIV (7753) (Honolulu: Oahu Publications, Inc.). 1917-02-17: 9  [2020-07-03]. （原始内容存档于2021-02-04）.
- Murray, Anthony. . Midweek Kauai (Honolulu: Oahu Publications, Inc.). 2013-07-02  [2020-07-03]. （原始内容存档于2015-10-17）.
- . Ka Nupepa Kuokoa II (22) (Honolulu). 1863-05-30: 2  [2020-07-03]. （原始内容存档于2021-02-03）.
- Ocvirk, Todd. . Indiegogo. 2013-07-31  [2013-07-11]. （原始内容存档于2013-07-11）.
- Pignataro, Anthony. . MauiTime (Wailuku: MauiTime Productions). 2015-03-18  [2020-07-03]. （原始内容存档于2020-03-05）.
- Punaboy. . Aloha Valley. 2015-06-20  [2016-06-05]. （原始内容存档于2015-07-17）.
- Von Buol, Peter. . Hana Hou!. Vol. 19 no. 5 (Honolulu). October–November 2016  [2020-07-03]. （原始内容存档于2020-02-01）.
- Smith, Jeffrey Allen. . The New York Times: Opinionator (New York). 2013-08-13  [2020-07-11]. （原始内容存档于2018-07-26）.
- . Honolulu Star-Bulletin XXIV (7707) (Honolulu: Oahu Publications, Inc.). 1916-12-26: 9  [2020-07-03]. （原始内容存档于2020-10-13）.
- Sodetani, Naomi. . Ka Wai Ola 30 (2) (Honolulu: Office of Hawaiian Affairs). 2013-02: 15  [2016-03-22]. （原始内容存档于2016-03-22）.
- Tanaka, Chris. . Hawaii News Now (Honolulu). 2013-09-20  [2020-07-03]. （原始内容存档于2018-07-26）.
- Vance, Justin W.; Manning, Anita. . World History Connected (Champaign, IL: University of Illinois). 2012-10, 9 (3)  [2020-05-31]. （原始内容存档于2021-01-01）.
- Wood, Ben. . Honolulu Star-Bulletin 12 (76) (Honolulu: Oahu Publications, Inc.). 2007-03-17  [2020-07-03]. （原始内容存档于2015-09-07）.
- . Mocavo.   [2016-09-06]. （原始内容存档于2016-03-04）.
- . National Park Service.   [2020-09-21]. （原始内容存档于2018-08-22）.
- . Cambridge, Massachusetts: Mount Auburn Cemetery.
- . Civil War Compiled Service Records. Washington, DC: The National Archives and Records Administration. 2014  [2020-09-21]. （原始内容存档于2016-08-09）.

## 扩展阅读
- Kam, Ralph Thomas. . The Hawaiian Journal of History (Honolulu: Hawaiian Historical Society). 2009, 43: 125–151. OCLC 60626541. hdl:10524/12242.
- Manning, Anita. . The Hawaiian Journal of History. 2013, 47: 87–102. OCLC 60626541. hdl:10524/36267.
- Moniz, Wayne. . Wailuku, HI: Pūnāwai Press. 2014. ISBN 978-0-9791507-4-6.
- Rogers, Charles T. (编). . The Hawaiian Monthly 1 (1) (Honolulu: Printed at the Hawaiian Gazette Office). 1884-01: 2–4  [2020-05-28]. OCLC 616847011. （原始内容存档于2021-01-05）.